# Falsk tryffel
Falsk tryffel (Diehliomyces microsporus) är en svampart som först beskrevs av Diehl & E.B. Lamb., och fick sitt nu gällande namn av Gilkey 1955. Diehliomyces microsporus ingår i släktet Diehliomyces, ordningen skålsvampar, klassen Pezizomycetes, divisionen sporsäcksvampar och riket svampar.   Inga underarter finns listade i Catalogue of Life.